# Groote Zeesluis
De Groote Zeesluis is een rijksmonumentaal sluiscomplex in het centrum van de Nederlandse stad Muiden. Het sluiscomplex vormt de verbinding tussen de rivier de Utrechtse Vecht en het IJmeer.

## Functie en aanleg
Omstreeks 1672 is in of bij Muiden een sluis gebouwd om overstromingen vanuit de toenmalige Zuiderzee tegen te gaan en te dienen in het inundatiesysteem van de Oude Hollandse Waterlinie. De sluis in de Vecht zo'n 10 kilometer landinwaarts bij Hinderdam is vervolgens opgeheven.
De Groote Zeesluis had drie taken: een schutsluis voor het scheepvaartverkeer tussen de Zuiderzee en Vecht; bescherming van het achterland tegen overstroming van de Zuiderzee.En een militaire functie, Muiden maakte deel uit van de Hollandse Waterlinie. In geval van inundaties was de beheersing van de inlaat van Zuiderzeewater essentieel. De sluis voorkwam ook het wegstromen van water uit die gebieden stroomopwaarts die waren geïnundeerd.
In 1674 was de houten sluis klaar. Het complex bestond uit een dubbelkerende schutsluis een aan beide zijden uitwaterings- annex spuisluizen. Het sluizencomplex had tot taak het water aan twee kanten te keren; zowel aan de zeekant bij vloed en aan de rivierkant bij eb. Voor de zekerheid kreeg de sluis een extra stel stormvloeddeuren die bij extreem hoog water werden gesloten. Scheepvaartverkeer was dan onmogelijk. Het sluiscomplex werd in 1676 uitgebreid met een muur langs de monding van de Vecht om overstromingen te voorkomen.

## Herstel en aanpassingen
Begin 1800 waren de sluizen in slechte staat en bij hoog water was de veiligheid van de bewoners achter de sluis niet gegarandeerd. De sluizen waren niet waterdicht en het zoute zeewater verzilte de benedenloop van de Vecht. Dit was een probleem voor Amsterdam die afhankelijk was van water uit de Vecht. Het water werd met waterschepen naar de stad vervoerd. Deze moesten steeds verder de Vecht opvaren, tot Loenen aan toe, om daar water te laden.
In 1804 kreeg het hoogheemraadschap de opdracht de sluizen te herstellen. Het was noodzakelijk de sluizen af te dammen om de herstelwerkzaamheden uit te voeren. Dit leidde tot diverse problemen met betrekking tot de afvoer van het rivierwater, maatregelen om de scheepvaart mogelijk te houden en men had ook rekening te houden met de militaire belangen. Door deze complexe situatie werd de uitvoering vertraagd.
Na een bezoek aan de plaats in 1806 gaf de koning Lodewijk Napoleon Bonaparte opdracht voor het herstel van het sluizencomplex. Met de werkzaamheden werd in 1809 daadwerkelijk begonnen, in het voorjaar van 1810 lag het sluizencomplex droog en in oktober 1813 was het werk af. Omdat de schepen groter waren geworden werden de vijf openingen teruggebracht naar drie, bredere, openingen. De sluizen waren nu geheel van steen gemaakt. De totale kosten van de herstelwerkzaamheden beliepen zo'n 600.000 gulden.

## Afname belang
In 1894 kwam het Merwedekanaal gereed waardoor het scheepvaartverkeer over de Vecht en door Muiden sterk afnam.
In de twintiger jaren kwamen grote stukken polder achter de sluis blank te staan omdat het water in de Zuiderzee te hoog stond om te spuien. In 1930 werd bij de sluis een gemaal geplaatst (ontworpen door Anton Mussert) om bij hoog water toch water in de Zuiderzee te pompen. De Afsluitdijk kwam in 1932 gereed en het gemaal verloor daardoor haar functie en werd in 1941 door de Duitse bezetter afgebroken.
In 1975-1976 werd de sluis gerestaureerd en gemoderniseerd. Om het originele aanblik van de sluis te behouden werden diverse onderdelen zoals brugleuningen en lantaarnpalen verwijderd en later teruggeplaatst na te zijn opgeknapt. Hydraulische installaties namen het handwerk om de sluisdeuren te bedienen over. Het programma had 8 miljoen gulden gekost.
De sluis wordt nu voornamelijk gebruikt voor de pleziervaart. Drie kolken (2 schutkolken en 1 spuikolk) liggen naast elkaar in het grotendeels bakstenen sluiscomplex. De grootste kolk is 49 bij 7,60 meter. De stalen draaibrug over het zuidelijke sluishoofd dateert uit 1870.
Vrijwel direct ten zuiden van de Groote Zeesluis ligt de Keetpoortsluis waardoor de Naardertrekvaart bereikt kan worden. Ook bevindt zich er de Weesperpoortsluis die een verbinding vormt met de Muidertrekvaart. In de directe omgeving van de sluizen staat aan de Sluisstraat 1 tevens een rijksmonumentale dienstwoning die tegenwoordig als woonhuis in gebruik is.

## Galerij

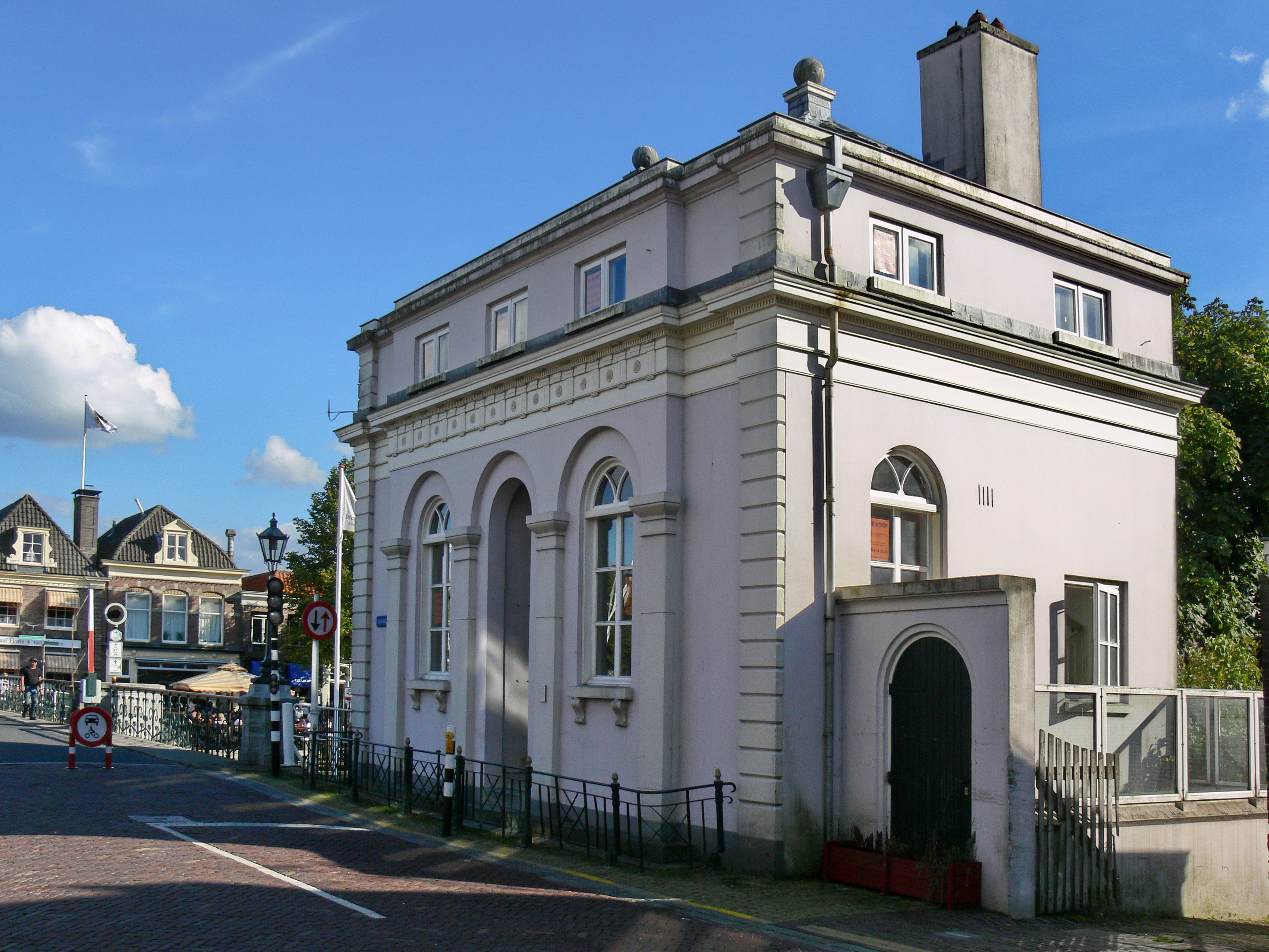
Sluiswachterswoning aan de Sluisstraat 1
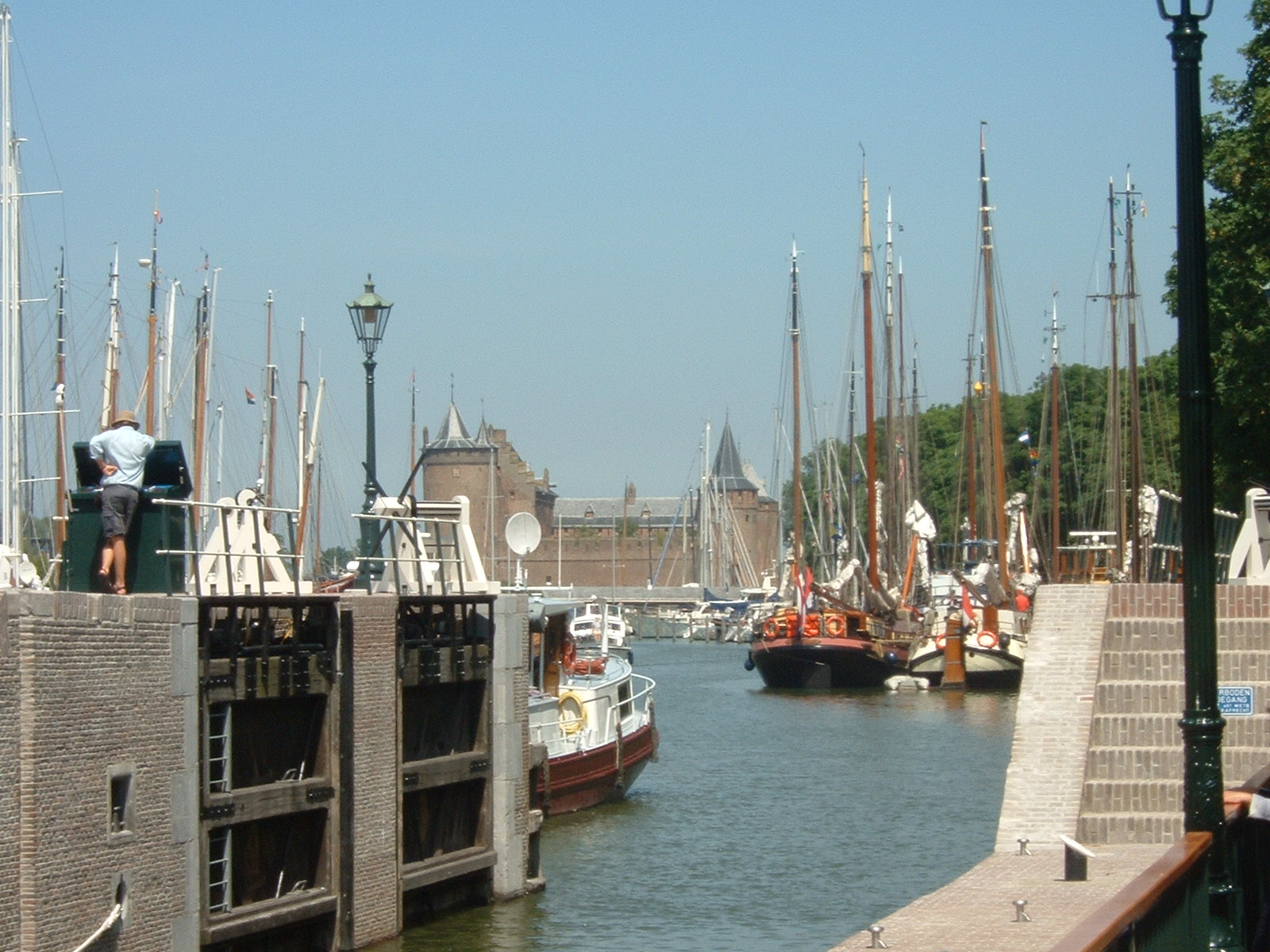
Noordelijk deel van de sluis met in de achtergrond het Muiderslot
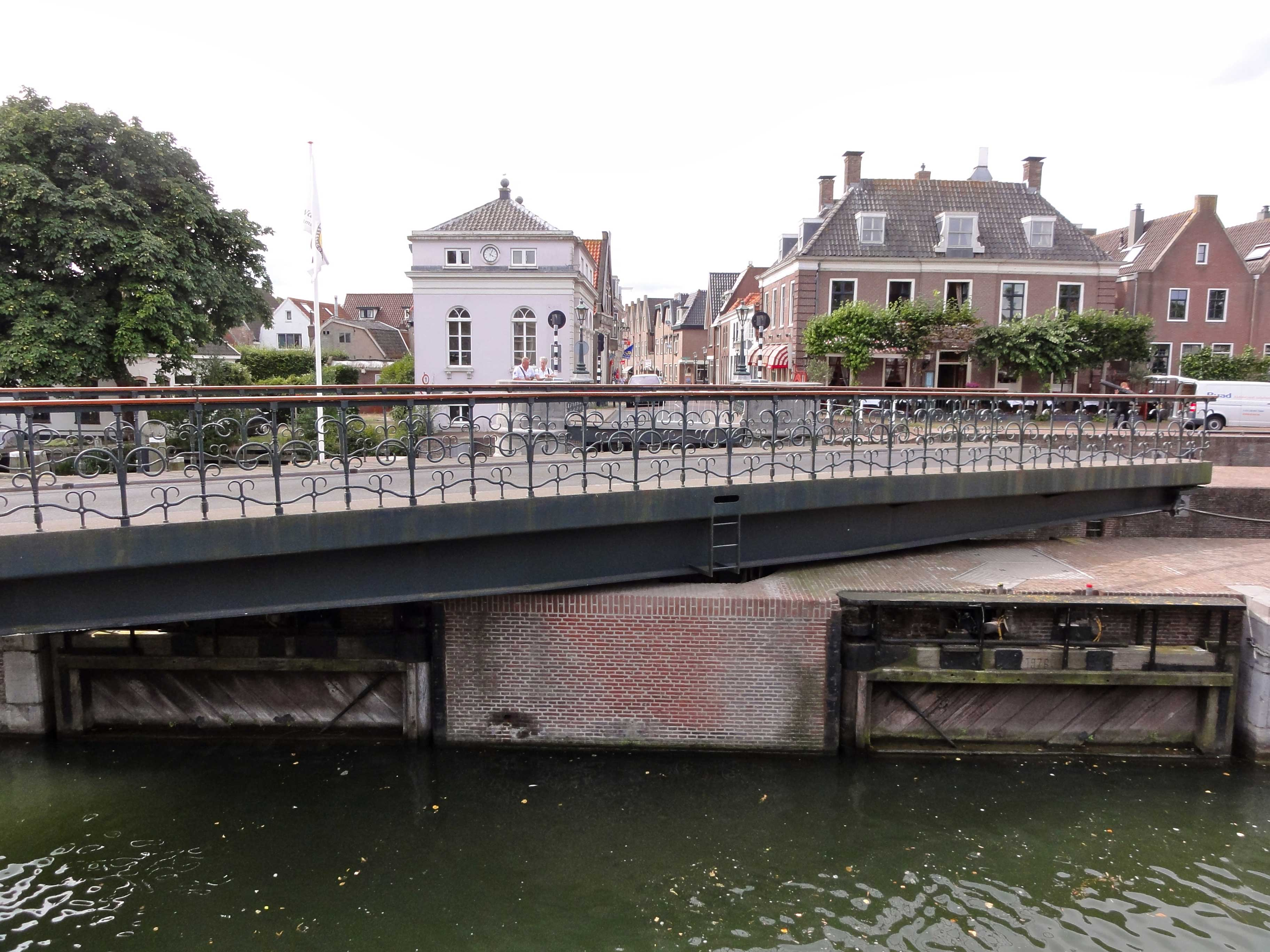
Geopende brug met witgepleisterde sluiswachterswoning